# René-Marc Guedj
 (août 2025).
La mise en forme du texte ne suit pas les recommandations de Wikipédia : il faut le « wikifier ».
Les points d'amélioration suivants sont les cas les plus fréquents. Le détail des points à revoir est peut-être précisé sur la page de discussion.
- Les titres sont pré-formatés par le logiciel. Ils ne sont ni en capitales, ni en gras.
- Le texte ne doit pas être écrit en capitales (les noms de famille non plus), ni en gras, ni en italique, ni en « petit »…
- Le gras n'est utilisé que pour surligner le titre de l'article dans l'introduction, une seule fois.
- L'italique est rarement utilisé : mots en langue étrangère, titres d'œuvres, noms de bateaux, etc.
- Les citations ne sont pas en italique mais en corps de texte normal. Elles sont entourées par des guillemets français : « et ».
- Les listes à puces sont à éviter, des paragraphes rédigés étant largement préférés. Les tableaux sont à réserver à la présentation de données structurées (résultats, etc.).
- Les appels de note de bas de page (petits chiffres en exposant, introduits par l'outil «  Source ») sont à placer entre la fin de phrase et le point final[comme ça].
- Les liens internes (vers d'autres articles de Wikipédia) sont à choisir avec parcimonie. Créez des liens vers des articles approfondissant le sujet. Les termes génériques sans rapport avec le sujet sont à éviter, ainsi que les répétitions de liens vers un même terme.
- Les liens externes sont à placer uniquement dans une section « Liens externes », à la fin de l'article. Ces liens sont à choisir avec parcimonie suivant les règles définies. Si un lien sert de source à l'article, son insertion dans le texte est à faire par les notes de bas de page.
- La présentation des références doit suivre les conventions bibliographiques. Il est recommandé d'utiliser les modèles {{Ouvrage}}, {{Chapitre}}, {{Article}}, {{Lien web}} et/ou {{Bibliographie}}. Le mode d'édition visuel peut mettre en forme automatiquement les références.
- Insérer une infobox (cadre d'informations à droite) n'est pas obligatoire pour parachever la mise en page.

Pour une aide détaillée, merci de consulter Aide:Wikification.
Si vous pensez que ces points ont été résolus, vous pouvez retirer ce bandeau et améliorer la mise en forme d'un autre article.
Pour les articles homonymes, voir Guedj.
René‑Marc Guedj est un humoriste, metteur en scène, auteur et formateur français né le 29 mai 1963 à Paris où il est mort le 30 juillet 2025,. Il est le fondateur de l’École de l’Humour et des Arts Scéniques (EHAS) et créateur du concours humoristique Kandidator.
Actif depuis les années 1980, il a participé à la détection et l'émergence de nombreux talents comiques, comme Elie Kakou, Jean-Marie Bigard ou Gustave Parking, en créant notamment le Trempoint du Point-Virgule.

## Biographie

### Parcours et carrière

#### Formation et débuts artistiques
René-Marc Guedj découvre très tôt sa vocation pour la scène. À l’âge de sept ans, il reçoit sa première révélation pour le métier en jouant Escartefigue dans une représentation de Marius.
Installé à Paris, il poursuit une formation approfondie en arts dramatiques au sein de plusieurs institutions : l’École de Cirque Fratellini, l’École Charles-Dullin et l’École de Cinéma Rush, dirigée par Jean-Claude Philippe.
Parallèlement à ses études, il se produit dans les cabarets parisiens avec un spectacle solo intitulé Il est niais le Divin Enfant, créé initialement en province. Son parcours l’amène ensuite à rejoindre la troupe du Tintamarre (anciennement le Splendid), rue des Lombards, où il joue durant sept années consécutives dans plusieurs pièces, notamment Plait it again et Phèdre de Pierre Dac.

#### Scènes ouvertes et révélation de talents
Engagé dans la promotion de jeunes artistes, René-Marc Guedj crée et anime la scène ouverte La Timbale, dont il assure la direction artistique et la présentation. Il y auditionne de nombreux humoristes débutants, parmi lesquels Anne Roumanoff, Pierre Palmade, Chantal Ladesou, Élie Kakou, Christophe Alévêque, Jean-Luc Lemoine ou encore Dany Boon.
Il collabore également avec le Sunset Jazz Club, lieu emblématique de la scène parisienne, où il contribue à faire découvrir de nouveaux humoristes, tels Virginie Lemoine et Gilles Détroit, ainsi que de nombreux musiciens et chanteurs.
Poursuivant cet engagement, il rejoint l’équipe du Point-Virgule et cofonde avec Christian Varini la scène ouverte Le Trempoint, rendez-vous hebdomadaire qui s’impose rapidement comme un lieu incontournable de révélation de talents. Pendant dix ans, il y officie en tant que présentateur et animateur. Cette activité le fait remarquer par le producteur Paul Lederman, qui l’engage comme assistant et coach artistique le temps d’une saison.

#### Activités parallèles et direction théâtrale
En parallèle de ses activités scéniques, René-Marc Guedj se consacre au spectacle de rue. Il exerce comme cascadeur durant neuf ans avec la troupe des Cascadeurs Associés, notamment lors des spectacles médiévaux de Provins. Il occupe aussi divers rôles dans le spectacle vivant de rue, tels qu’aboyeur, animateur de ventes aux enchères, créateur et comédien de visites théâtralisées pour des offices de tourisme.
Il assure également des fonctions de maître de cérémonie pendant plus d’une décennie, notamment au Cabaret Dagobert, où Nicolas Canteloup fait ses premiers pas professionnels à ses côtés.
Par la suite, il prend la direction du théâtre Le Pittchoun à Avignon, où il met en place une programmation novatrice pour le Festival Off. Il y accueille notamment Anna Gavalda avec 35 kilos d’espoir et Jon Fosse avec Hiver.

#### Auteur, comédien et metteur en scène
René-Marc Guedj poursuit parallèlement ses activités d’auteur, de comédien et de metteur en scène. Sa comédie Amour et Contusions et sa pièce La valse des fonctionnaires connaissent un succès remarqué, cette dernière restant un an à l’affiche au Théâtre des Blancs-Manteaux. En 2009, il reprend Phèdre de Pierre Dac dans ce même théâtre, en hommage à son parcours.
Après avoir surmonté un cancer qui l’éloigne de la scène durant quatre ans, il s’oriente vers l’adaptation théâtrale de films, en particulier dans les genres du suspense et de l’épouvante. Il crée ainsi À rendre fou de jalousie, Hitchcock, une relecture du film Le Limier de Joseph L. Mankiewicz, qu’il interprète sous la direction d’Enrique Morales.

#### Pédagogie
Il fonde avec Laurent Violet le concours Kandidator, scène ouverte devenue un Grand Concours National d’Humoristes. Le projet connaît plus de 400 représentations à travers la France et s’installe durablement dans différentes salles parisiennes, dont le Théâtre Daunou, l’Apollo Théâtre et le Théâtre du Marais, avant de se développer également en région (notamment au Boui-Boui de Lyon et au Théâtre du Rideau Rouge).
En 2016, Guedj crée l'EHAS (École de l’Humour et des Arts Scéniques)], première école française spécialisée, proposant une formation intensive sur trois ans en écriture, jeu, mise en scène et professionnalisation,. L’école est parrainée par des humoristes comme Olivier de Benoist, Chantal Ladesou, Max Bird, Élodie Poux ou Geremy Credeville. C'est en lien avec l’école qu'il lance le concept Kandidator avec Laurent Violet,.

### Vie personnelle

#### Mariage
Le 12 juin 2025, René-Marc publie sur son Instagram un court film de sa sortie de la mairie du 3è arrondissement de Paris, où a été célébré son mariage, le 6 juin 2025, avec Anne, sa compagne depuis une dizaine d'années.

#### Maladie
Âgé de 62 ans en mai 2025, il apprend qu’il est atteint d'une récidive d’un cancer du cardia métastasé en phase terminale, avec peu de temps à vivre. Il partage publiquement sa situation  sur YouTube dans une série de vidéos quotidiennes intitulée René-Marc GUEDJ : FIN DE VIE, qu'il renommera, à partir du 12è épisode, RENE-MARC : FIN DE VIE ?, puis à partir de l'épisode 63 : RENE-MARC : FAIM DE VIE. La première de ces vidéos atteint plus de 310 000 vues. Il participe notamment au podcast Code source  du Parisien, début juin 2025, où il évoque son état d’esprit face à la maladie et la finitude. Il fait également d'autres apparitions sur des chaînes de podcast sur Internet. Le 24 juillet 2025, il dévoile dans "dernier épisode ?" l'accélération brutale de la maladie.
Mort
Sa famille annonce, dans un commentaire de sa dernière vidéo, que R-Aime est parti cette nuit [du 30 juillet 2025] faire sourire les nuages, à l'âge de 62 ans.

## Publications
- Révélations sur 50 ans d’humour, Éditions du Net, 2019, 404 p. (ISBN 978-2411000633)
- Pour en terminer avec les Cons‑finis : chroniques d’un confinement, Éditions du Net, 2020, 218 p. (ISBN 978-2312073019)
- Comment j'ai vaincu deux cancers, Éditions du Net, 2024, 204 p. (ISBN 978-2312142562)

## Spectacles notables
- La Valse des Fonctionnaires
- Madame Michu ne viendra pas
- Le Grand Barnum
- Bariolages